# Mission Jeanne d'Arc
Le Groupe École d'application des officiers de marine (GEAOM), dit mission Jeanne d'Arc, est une opération annuelle de la Marine nationale française qui termine la formation des officiers de marine issus de l'École navale et des autres officiers du monde maritime militaire (les médecins militaires et commissaires des armées qui servent ensuite dans la Marine et les administrateurs des affaires maritimes). Elle tire son nom du porte-hélicoptères Jeanne d'Arc, retiré du service en 2010. Depuis 1912, une tradition donnait le nom de Jeanne d'Arc au navire-école des officiers de marine.
L'adage régulièrement utilisé est :  « en promotion, loin, longtemps, en équipage et en opérations » 

## But de la mission
Dans le cadre de la campagne d'application des officiers de marine, la mission termine le cursus de trois ans des élèves Officiers de Marine (OM), celui d'un an des élèves Officiers de Marine Sous Contrat (OMSC) et celui de deux ans des commissaires des armées ancrage marine. Elle est destinée à appliquer en mer les apprentissages des années précédentes.
La mission Jeanne d'Arc est une mission « 4 en 1 » : opération, coopération, rayonnement, formation. « Stage d’application pour les officiers-élèves arrivés en fin de scolarité, la mission Jeanne d’Arc est avant tout un déploiement opérationnel » : pendant près de cinq mois, les officiers-élèves participent en effet à l’ensemble des missions de la Marine.

## Historiques des missions

### Sur leporte-hélicoptèresJeanne d'Arc

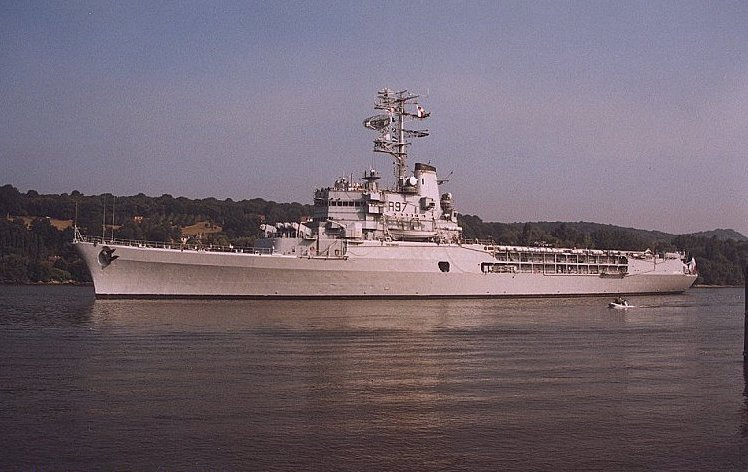
La Jeanne d'Arc descendant la Seine, juillet 1999

De 1964 à 2009, ce navire a participé à toutes les missions de formation.
Navire escorteur
- Aviso-Escorteur Victor Schoelcher campagnes 1963/1964 à 1972/1973
- Escorteur d’escadre Forbin campagnes 1973/1974 à 1980/1981
- Aviso-Escorteur Doudart de Lagrée campagnes 1981/1982 à 1982/1983
- Aviso-Escorteur Commandant Bourdais campagnes 1983/1984 à 1989/1990
- Aviso-Escorteur  EV Henry campagnes 1990/1991 à 1992/1994
- Frégate Germinal campagnes 1994/1995 à 1997/1998
- Frégate Duguay-Trouin campagnes 1997/1998 à 1998/1999
- Bcr Marne (pétrolier-ravitailleur) (Groupe Tactique École) campagne 1997/1998
- Frégate Georges Leygues campagne 1999/2000 à 2008/2009
- Frégate Courbet campagne 2009/2010

### À partir de 2010

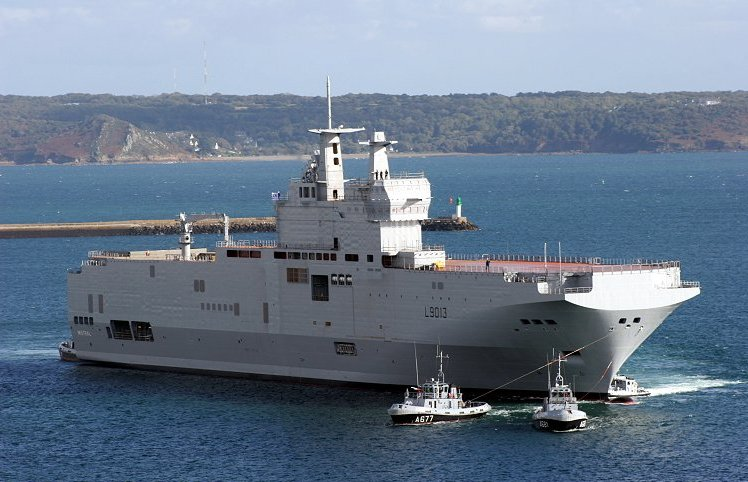
La hauteur du Mistral (L9013) par rapport à celle de ses remorqueurs est décelable lors de son lancement à Brest, le 6 octobre 2004.

À partir de 2010, ce sont les navires de la classe Mistral qui alternent les missions
| Année | Porte-hélicoptères amphibie | Frégate d'accompagnements |
| ----- | --------------------------- | ------------------------- |
| 2010  | Tonnerre (L9014)            | Georges Leygues           |
| 2011  | Mistral (L9013)             | Georges Leygues           |
| 2012  | Dixmude (L9015)             | Georges Leygues           |
| 2013  | Tonnerre (L9014)            | Georges Leygues           |
| 2014  | Mistral (L9013)             | La Fayette                |
| 2015  | Dixmude (L9015)             | Aconit                    |
| 2016  | Tonnerre (L9014)            | Guépratte                 |
| 2017  | Mistral (L9013)             | Courbet                   |
| 2018  | Dixmude (L9015)             | Surcouf                   |
| 2019  | Tonnerre (L9014)            | La Fayette                |
| 2020  | Mistral (L9013)             | Guépratte                 |
| 2021  | Tonnerre (L9014)            | Surcouf                   |
| 2022  | Mistral (L9013)             | Courbet                   |
| 2023  | Dixmude (L9015)             | La Fayette                |
| 2024  | Tonnerre (L9014)            | Guépratte                 |
| 2025  | Mistral (L9013)             | Surcouf                   |

#### 2010
La mission menée par le BPC Tonnerre a repris le flambeau du Jeanne d'Arc. Cette mission avait un objectif supplémentaire : faire découvrir les BPC et une partie du matériel français. La frégate Georges Leygues, l'accompagne.

#### 2011
La mission a été effectuée par le BPC Mistral et la frégate Georges Leygues,. Le 2 mars 2011, il est annoncé que le Mistral, ainsi que des gros-porteurs, servirait à l'évacuation, en moins d'une semaine, d'environ 5 000 ressortissants égyptiens massés à la frontière entre la Libye et la Tunisie à la suite de la révolte libyenne de 2011. Finalement, lorsque le bâtiment arrive au port de Zarzis, les ressortissants ont déjà été évacués par avion ; dès lors, il décharge 130 m3 de fret humanitaire et poursuit sa mission Jeanne d'Arc .

#### 2012
Cette mission est destinée à tester les capacités opérationnelles du BPC Dixmude et de l'engin de débarquement amphibie rapide (EDAR). Elle participera aussi aux missions Corymbe et Atalante. Elle n'embarque pas de groupe tactique embarqué de l'Armée de terre à la différence des années précédentes. La frégate Georges Leygues, l'accompagne.

#### 2013
En 2013, la mission a été menée par le BPC Tonnerre et la frégate Georges Leygues,

#### 2014
En 2014, la mission a été menée par BPC Mistral et la frégate La Fayette.

#### 2015
En 2015, la mission a été menée par le BPC Dixmude et la frégate Aconit,. Lors de cette mission, le 4 avril 2015, le Dixmude évacue 44 personnes du Yémen et les débarque à Djibouti, à la suite du conflit au Yémen. Le lendemain, il récupère également 63 personnes dont 23 français transférées à partir du patrouilleur L'adroit et de la frégate Aconit.
Les deux navires ont participé ensuite à des manœuvres avec la marine indonésienne. Fin juin 2015, la mission s'est arrêtée en Inde pour une coopération. En juillet 2015, la mission appuie la CTF-150 puis la CTF-465. La mission se termine fin juillet.

#### 2016
En 2016, la mission sera effectuée par le BPC Tonnerre et la frégate Guépratte. La mission est partie du côté de l'océan Indien et s'est conclue en juillet 2016.

#### 2017
La mission 2017 a commencé le 28 février 2017. Le BPC Mistral et la frégate Courbet font partie de la mission, dont la destination est l'Océanie. Une compagnie du 21e régiment d'infanterie de marine et des hélicoptères du 3e régiment d'hélicoptères de combat participent aussi à la mission. Pour la première fois, deux hélicoptères Merlin de la Royal Navy ainsi qu'une soixantaine de marins britanniques embarquent aussi. En avril 2017, la mission fait escale en Inde. La mission se termine le 21 juillet 2017.

#### 2018
La mission est menée par le BPC Dixmude avec la frégate Surcouf. 45 soldats de l'US Marine Corps, deux hélicoptères britanniques (Wildcat) et deux hélicoptères espagnols (Cougar) et leurs pilotes participeront à la mission. La mission a eu lieu entre le 26 février et le 20 juillet 2018.

#### 2019
La dixième mission Jeanne d'Arc appareille le 25 février 2019 du port de Toulon avec le porte-hélicoptères amphibie (PHA, ex-BPC) Tonnerre et la frégate La Fayette emmenant, en plus de leurs équipages, 130 officiers en formation (79 enseignes de vaisseau dont huit étrangers, 36 officiers sous contrat long, huit commissaires des armées d'ancrage marine, sept officiers étrangers invités en cursus dit extérieur). Le PHA Tonnerre embarque également un groupe tactique embarqué (GTE) de l'Armée de terre (150 militaires et leurs véhicules).
La mission prévoit de traverser la Méditerranée pour participer a un exercice amphibie en Égypte en mars, passer par la mer Rouge pour des manœuvres à Djibouti, avant de rejoindre Madagascar en avril, puis Mayotte, et réaffirmer la souveraineté française sur les îles Éparses du canal du Mozambique puis de faire escale en Afrique du sud. En raison de la présence en Asie à la même période du groupe aéronaval complet constitué autour du Charles de Gaulle lors de la « mission Clemenceau », la mission Jeanne d'Arc ne se rend exceptionnellement pas dans cette région du monde. La mission Jeanne d'Arc se rendra donc au Brésil en mai pour un autre exercice amphibie, puis naviguera dans les Antilles françaises en juin pour des exercices conjoints de gestion de crise humanitaire avec la Marine néerlandaise avant d'aller en Colombie, au Mexique et aux États-Unis pour des exercices avec l'US Marine Corps. Le retour vers la métropole se fera avec une escale aux Açores, suivi d'un exercice aéromobile en Méditerranée occidentale avec l'Espagne en juillet avant de regagner Toulon.

#### 2020
La onzième mission Jeanne d'Arc appareille le 26 février 2020 du port de Toulon avec le porte-hélicoptères amphibie Mistral et la frégate Guépratte. À bord, 138 élèves officiers originaires de France, d’Australie, de Belgique, du Brésil, d’Égypte, d’Éthiopie, d’Indonésie et du Maroc; des détachements des Marines française et italienne, et des soldats de l’Armée de terre composant le groupement tactique embarqué. Le groupe amphibie se compose d’une Alouette III de l’Aéronautique navale, d’un EDA-R et de deux CTM de la flottille amphibie. Le groupement tactique embarqué, est composé de deux Gazelle de l’aviation légère de l'Armée de terre ainsi que d’un MH90 italien.
Cette mission d’une durée de cinq mois, doit parcourir près de 25 000 nautiques de la mer Méditerranée à l’océan Pacifique. Des interactions internationales sont programmées telles que les exercices Croix-du-Sud au large de la Nouvelle-Calédonie ou encore La Pérouse dans le golfe du Bengale. Le groupe amphibie sera aussi intégré durant sa présence dans l’océan Indien à la Task Force 150, une opération de lutte contre les trafics illicites qui contribuent au financement du terrorisme.

#### 2021
En 2021, la mission est menée par le BPC Tonnerre et la frégate Surcouf.

#### 2022
Le 18 février 2022, le Porte-hélicoptères amphibie (PHA) Mistral et la Frégate type La Fayette (FLF) Courbet ont appareillé du port de Toulon marquant le début de la mission JEANNE D’ARC 2022. Outre les deux bâtiments précédents et leur équipage, le groupe interarmées JEANNE D’ARC est constitué de l’École d’application des officiers de marine (EAOM), du Groupement tactique embarqué (GTE) de l’Armée de terre ainsi que des détachements de la flottille 35F et de la flottille amphibie (FLOPHIB).
Au cours des cinq mois de mission, le groupe JEANNE D’ARC sera successivement déployé en mer Méditerranée, puis en océan Indien avant de rejoindre l’océan Atlantique (Programme de principe).

#### 2023
Appareillés à Toulon le 8 février 2023, le PHA Dixmude et la FLF La Fayette firent un tour du monde, rentrant à Toulon le 13 juillet, soit 155 jours plus tard. La Jeanne d'Arc 2023 fut l'occasion du premier transit du canal de Panama par un PHA et constituait la première circumnavigation complète depuis celle de la Jeanne d'Arc en 2001. En mars elle participe à l'exercice La Pérouse 23.